# Le Plus Grand des hold-up
Pour plus de détails, voir Fiche technique et Distribution.
Le Plus Grand des Hold-up (titre original : The Great Bank Robbery) est un film américain réalisé par Hy Averback et produit par la Warner Bros., sorti en 1969.

## Synopsis
En 1880 à Friendly City, une bourgade modèle de l'Ouest Américain, un faux révérend, une fausse bonne sœur et de faux moines projettent de s'emparer du contenu des coffres forts de la banque locale. Ils se rendent vite compte que l'affaire est loin d'être gagnée d'avance, car l'établissement est fort bien gardé par un servie de sécurité armé jusqu'aux dents. Les malfrats se retrouvent très vite avec de la concurrence sur les bras lorsqu'une cohorte de bandits mexicains commandée par le hors-la-loi Papa Pedro, un ancien ranger texan déguisé en blanchisseur et ses acolytes, des agents fédéraux sino-américains et un major véreux, se lancent également à l'assaut de l'imprenable banque.

## Fiche technique
- Titre original : The Great Bank Robbery
- Réalisation : Hy Averback
- Scénario : William Peter Blatty d'après le roman de Frank O'Rourke
- Directeur de la photographie : Fred J. Koenekamp
- Montage : Gene Milford
- Musique : Nelson Riddle
- Costumes : Moss Mabry
- Décors : Jack Poplin
- Production : Malcolm Stuart
- Genre : Comédie
- Pays de production :  États-Unis
- Durée : 98 minutes
- Dates de sortie :
  - États-Unis : 10 septembre 1969 (New York)
  - France: 8 juillet 1970

## Distribution
- Zero Mostel (VF : Claude Bertrand) : Révérend Pious Blue
- Kim Novak : Sœur Lyda Kebanov
- Clint Walker (VF : Michel Gatineau) : Ranger Ben Quick
- Claude Akins (VF : Henry Djanik) : Slade
- Sam Jaffe (VF : Claude Joseph) : Frère Lilac Bailey
- Mako : Agent Secret Fong
- Ruth Warrick (VF : Jacqueline Porel) : Mme Applebee
- Grady Sutton (VF : Roger Tréville) : Révérend Simms
- Larry Storch (VF : Gérard Hernandez) : Juan
- John Anderson (VF : Jean Berger) : le Maire Kincaid
- Elisha Cook (VF : Pierre Trabaud) : Jeb
- Akim Tamiroff (VF : Serge Nadaud) : le père de Juan
- John Larch (VF : Jean Violette) : le shérif
- William Zuckert (VF : Yves Brainville) : le commandant des Texas Rangers
- John Fiedler (VF : Albert Médina) : Frère Dismas Ostracorn (prononcé « Ofercon » en VF)
- Peter Whitney : Frère Jordan Cass
- Byron Keith (VF : Raoul Delfosse) : Mort (Mark en VF), l'adjoint du shérif
- Bob Steele (VF : Roger Tréville) : Duffy (Tuffy en VF), le 1er garde
- Ben Aliza : Ben (Jim en VF), le 2d garde
- Mickey Simpson (VF : Pierre Marteville) : Sam, le 3e garde
- Norman Alden (VF : Albert Augier) : le Grand Gregory